# أنطون هينينج
أنطون هينينج (بالألمانية: Anton Henning) هو رسام ألماني، ولد في 1964 في برلين في ألمانيا.